# T.E.N
T.E.N은 대한민국의 한중 합작 보이그룹이다. 2018년 싱글 [해요해요]로 데뷔했다.

## 음반
- 해요해요 (2018)